# Brasão de Campo Maior (Piauí)
O Brasão de Campo Maior é um dos símbolos oficiais do município de Campo Maior, no estado do Piauí.

## Histórico
O Brasão municipal de Campo Maior, Piauí, foi instituído pela lei municipal número 006, de 6 de março de 1993 que substitui a bandeira e o brasão anterior.

## Nova heráldica
O brasão é construído seguindo uma corrente heráldica mais moderna e portanto não adota peças da heráldica tradicional como coroa mural, por exemplo. Em vez disso, evidencia caracteres de uma heráldica livre de regras excessivamente europeístas, permitindo maior autoctonia(cultura local) ao brasão.

## Galeria

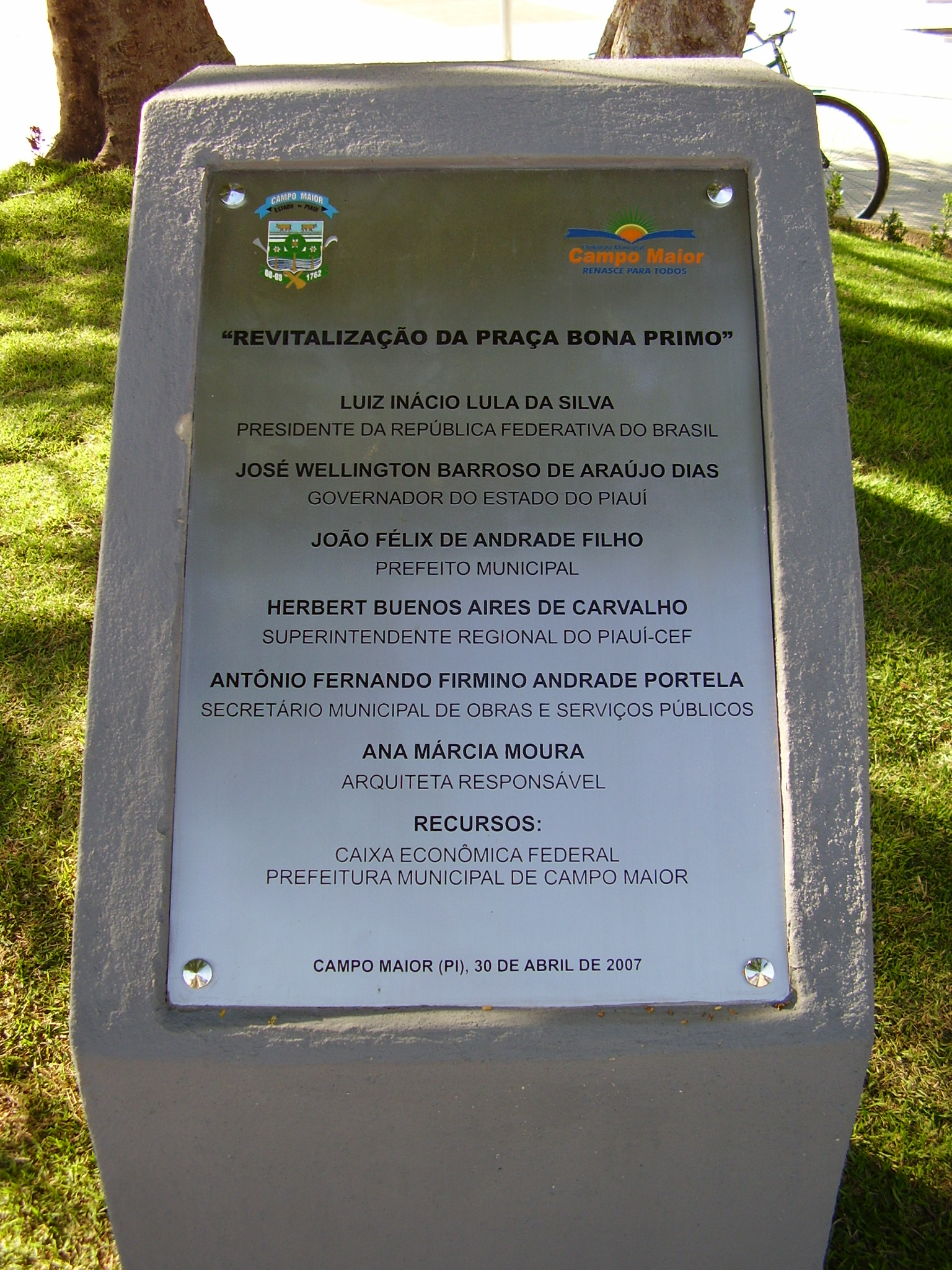
Uso timbrando uma placa de inauguração
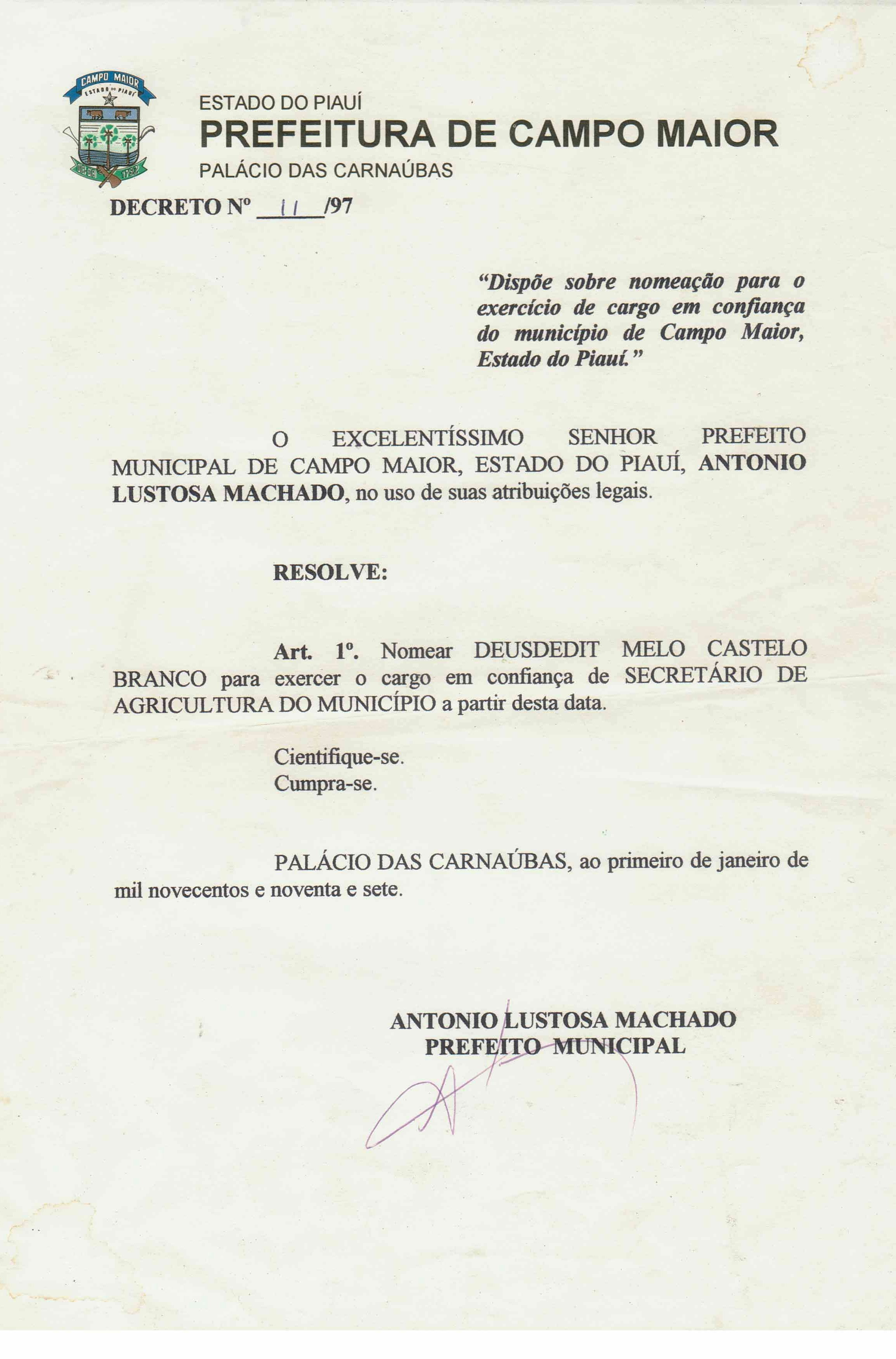
O Brasão no timbre de documentação do município em 1997.
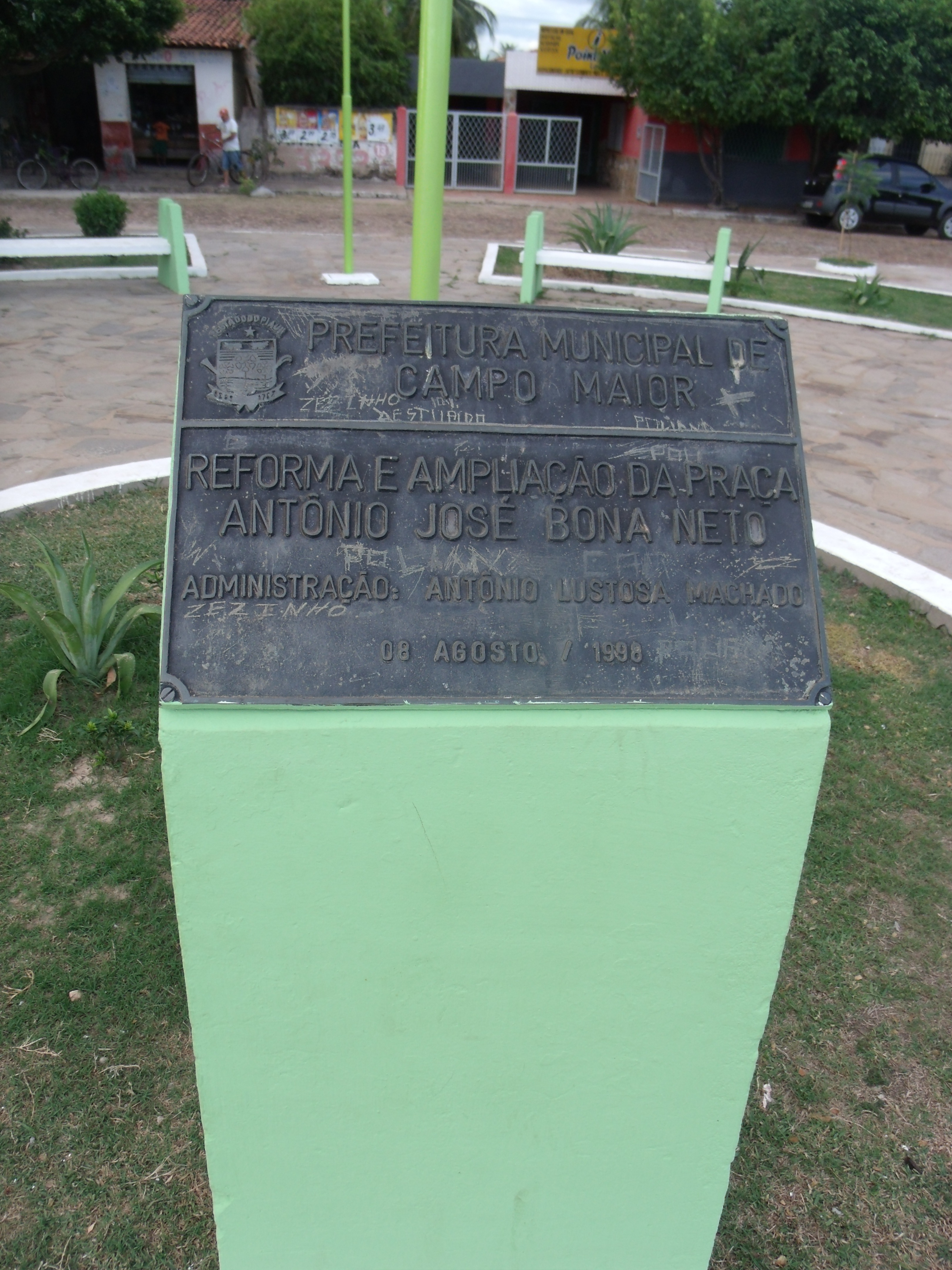
Na placa da praça do Bairro de Flores
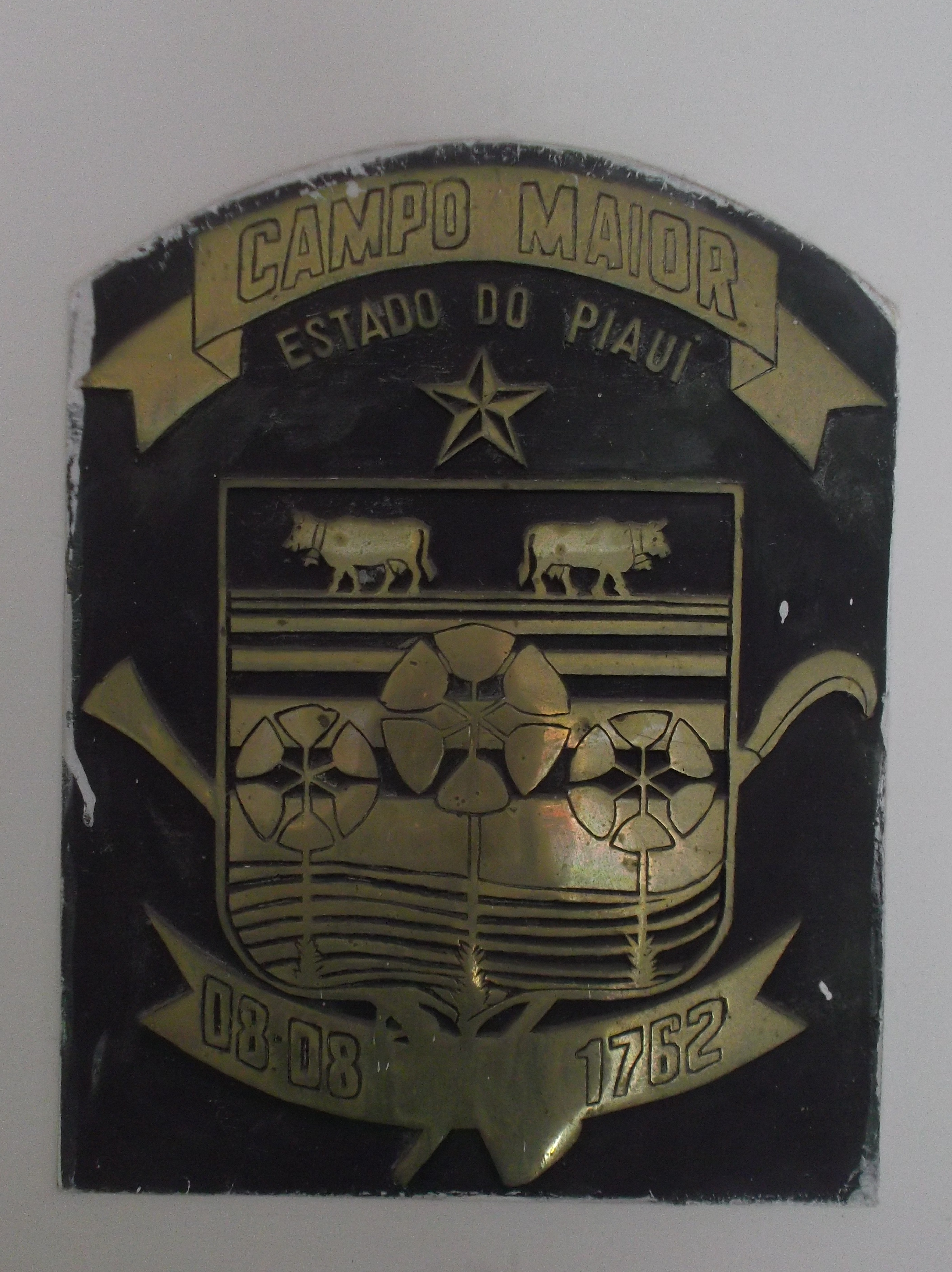
Em metal no Palácio das Carnaúbas,sede da prefeitura de Campo Maior.
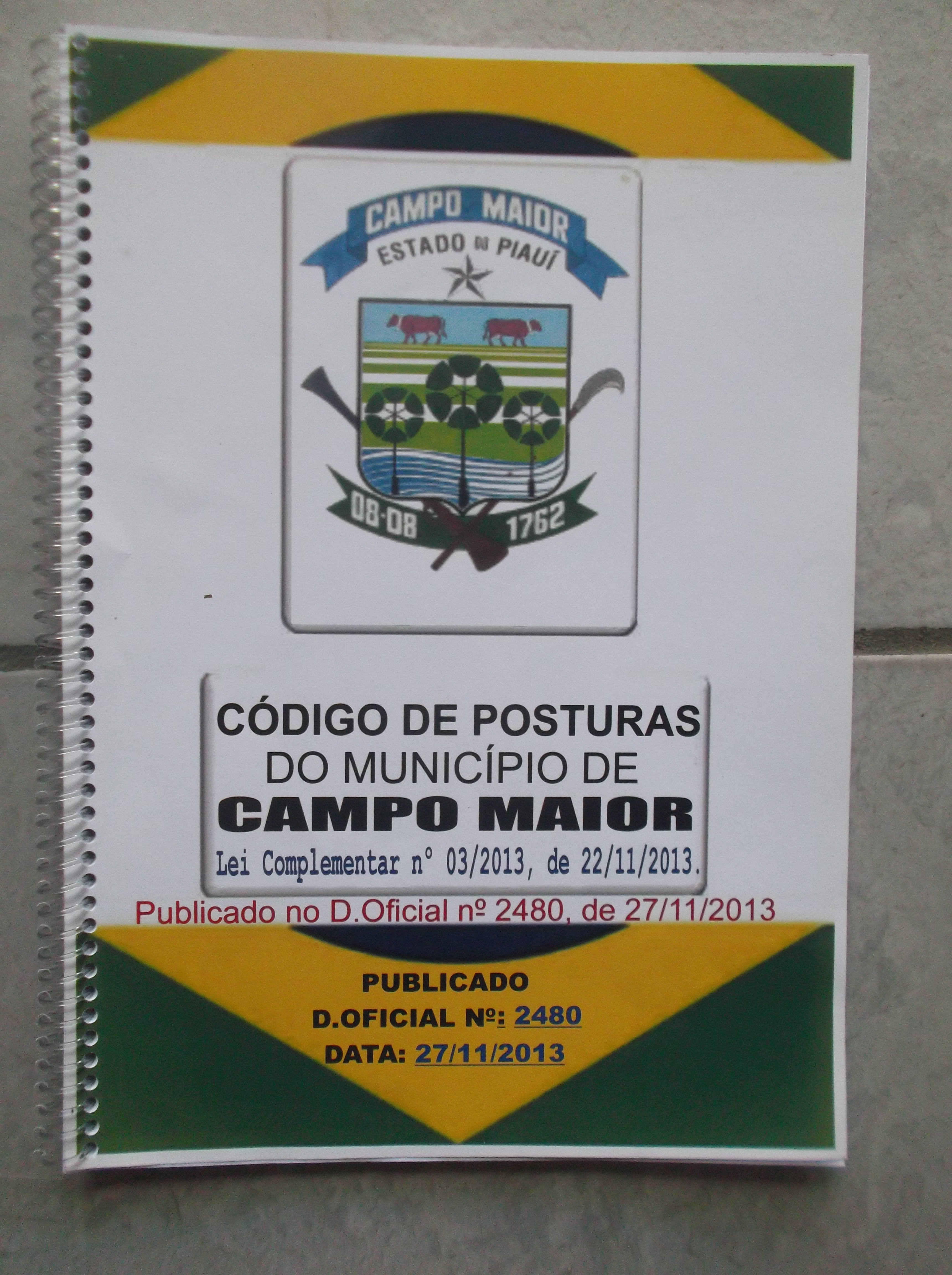
Na capa do Código de Posturas do Município de Campo Maior de 2014.
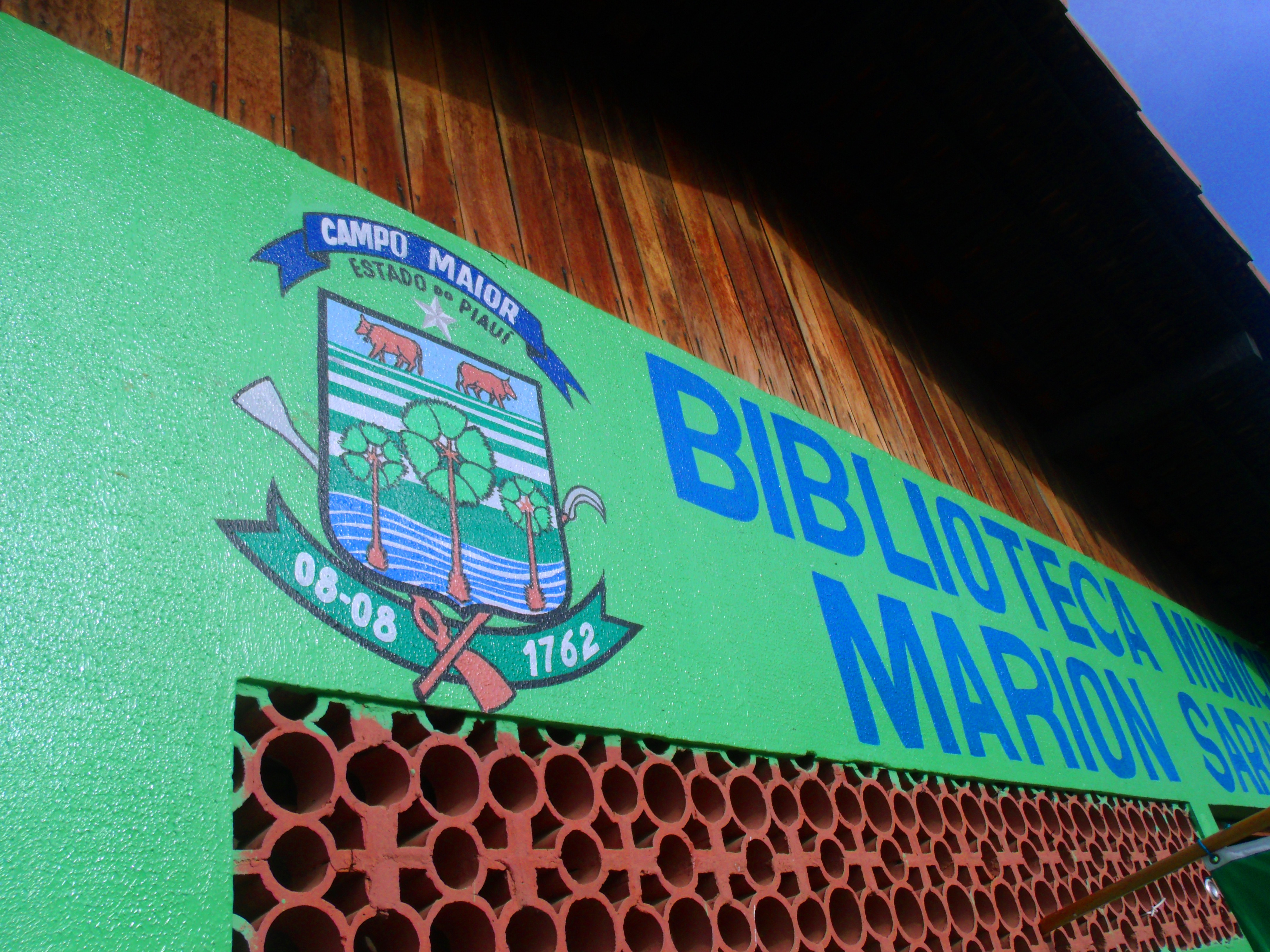
Na frontaria da Biblioteca de Campo Maior
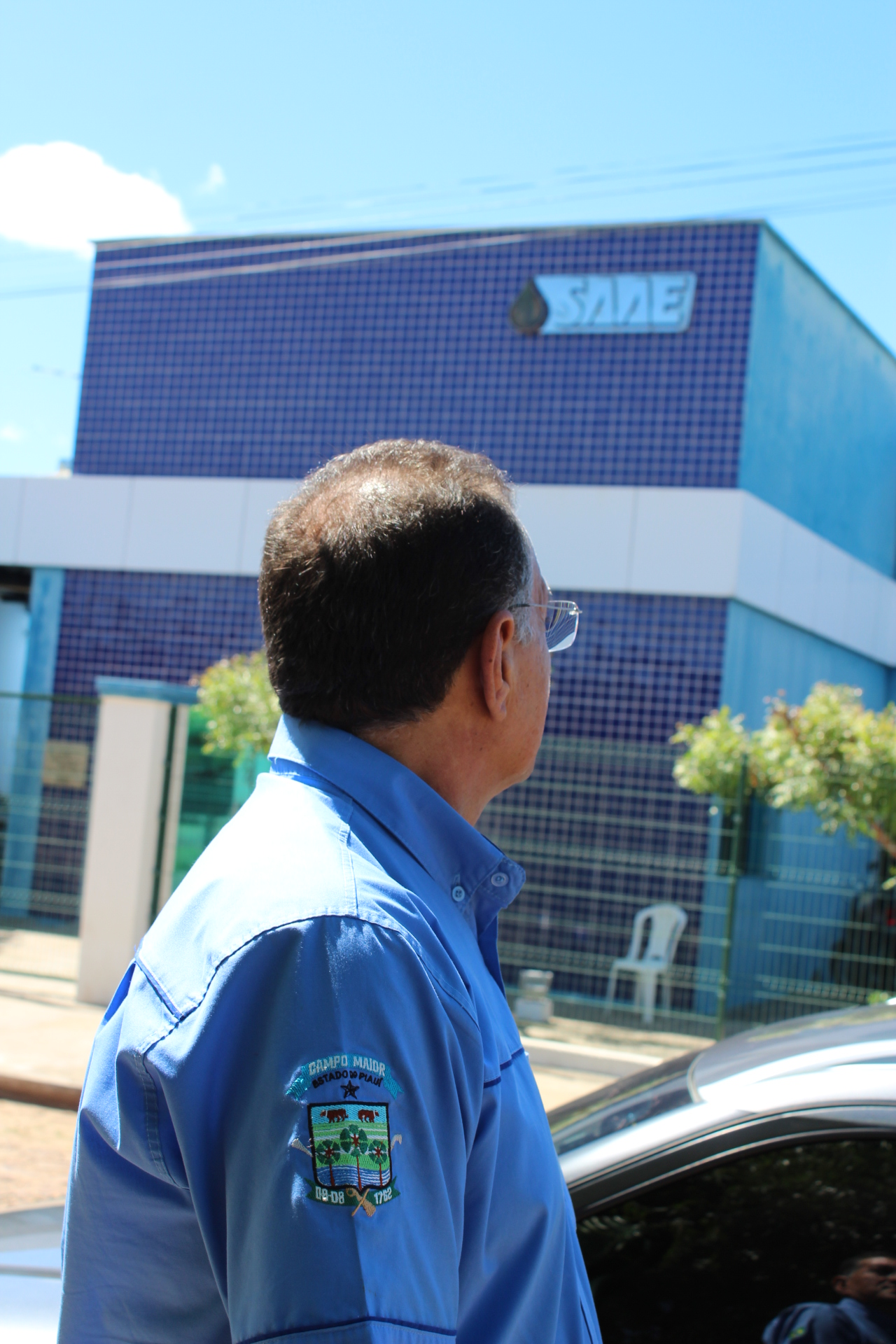
No uniforme de profissionais.
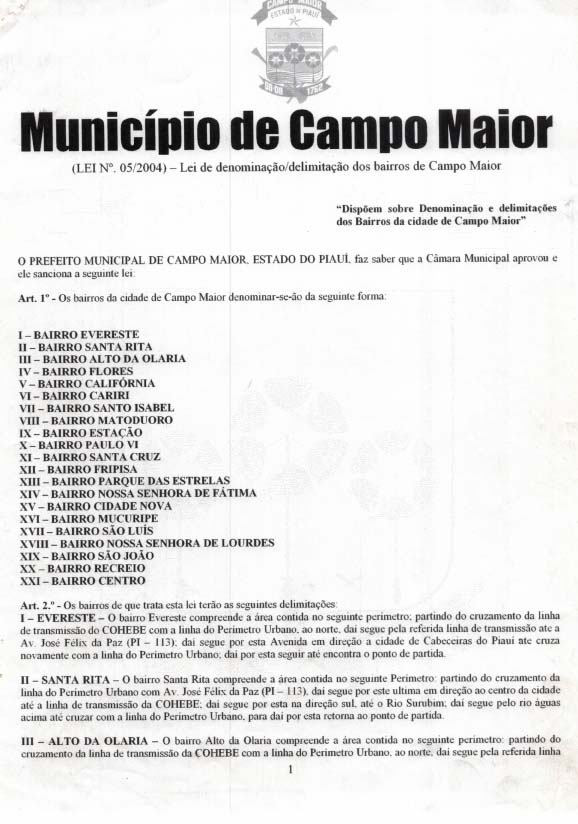
Na lei dos bairros de Campo maior
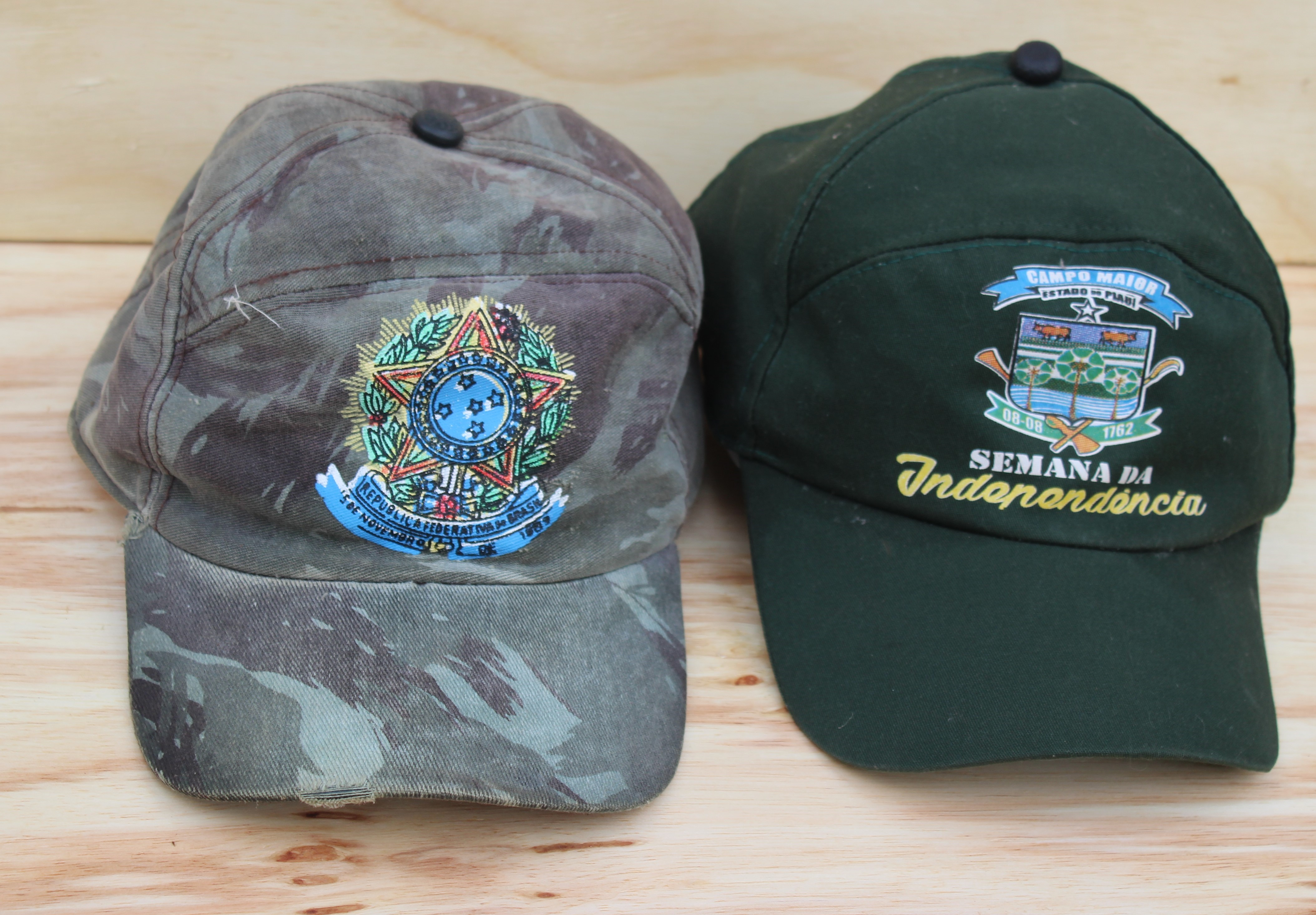
Em boné.